# Tasmániai emu
A tasmániai emu (Dromaius novaehollandiae diemenensis) a madarak osztályának struccalakúak (Struthioniformes) rendjébe, az emufélék (Dromaiidae) családjához tartozó emu (Dromaius novaehollandiae) alfaja. 

## Előfordulása
Az Ausztráliához tartozó Tasmania szigetén volt honos.

## Kihalása
A vadászat és az élőhelyének elvesztése okozta a kihalását.